# Posillipo (Neapel)

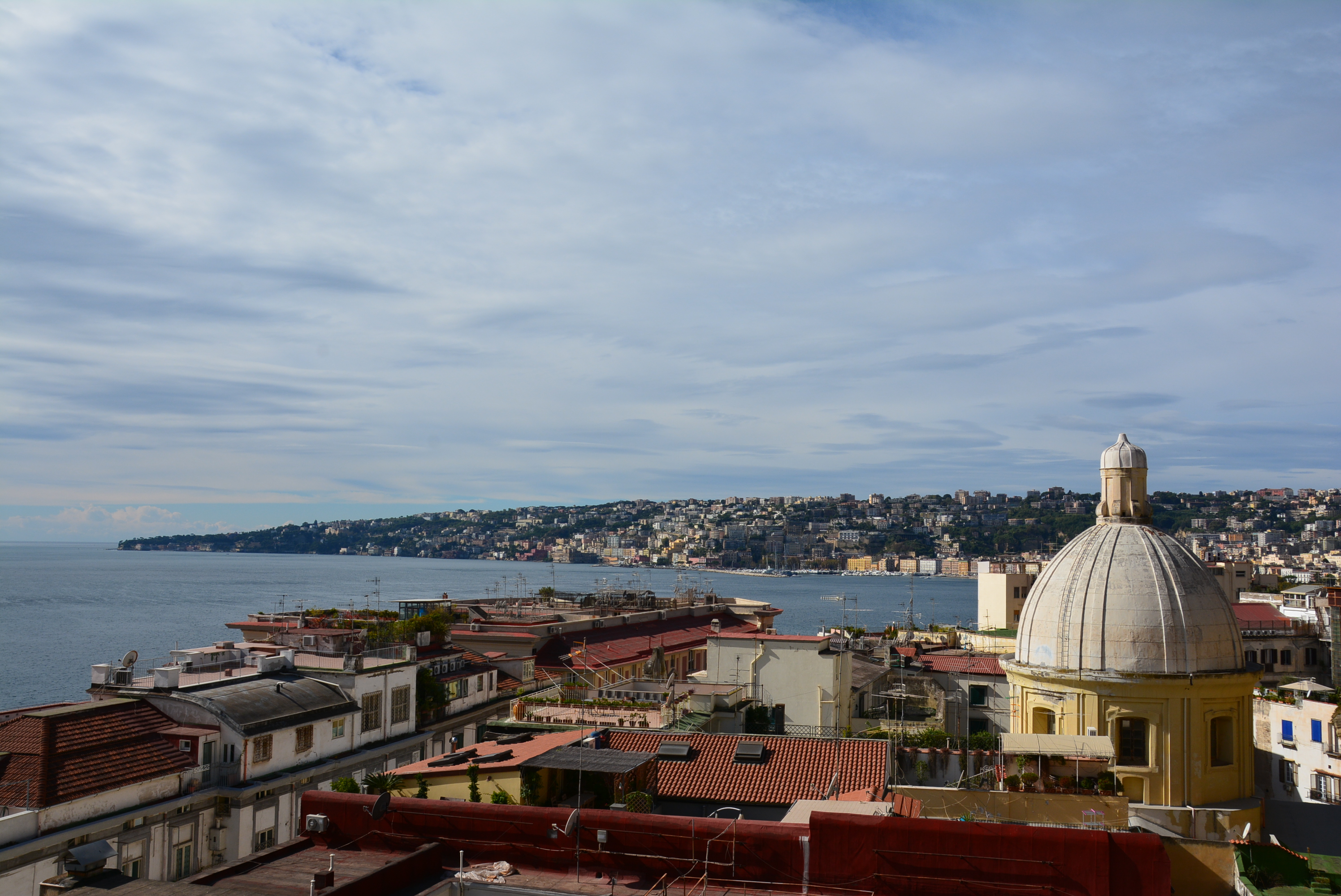
Blick von Pizzofalcone auf den Hügel von Posillipo

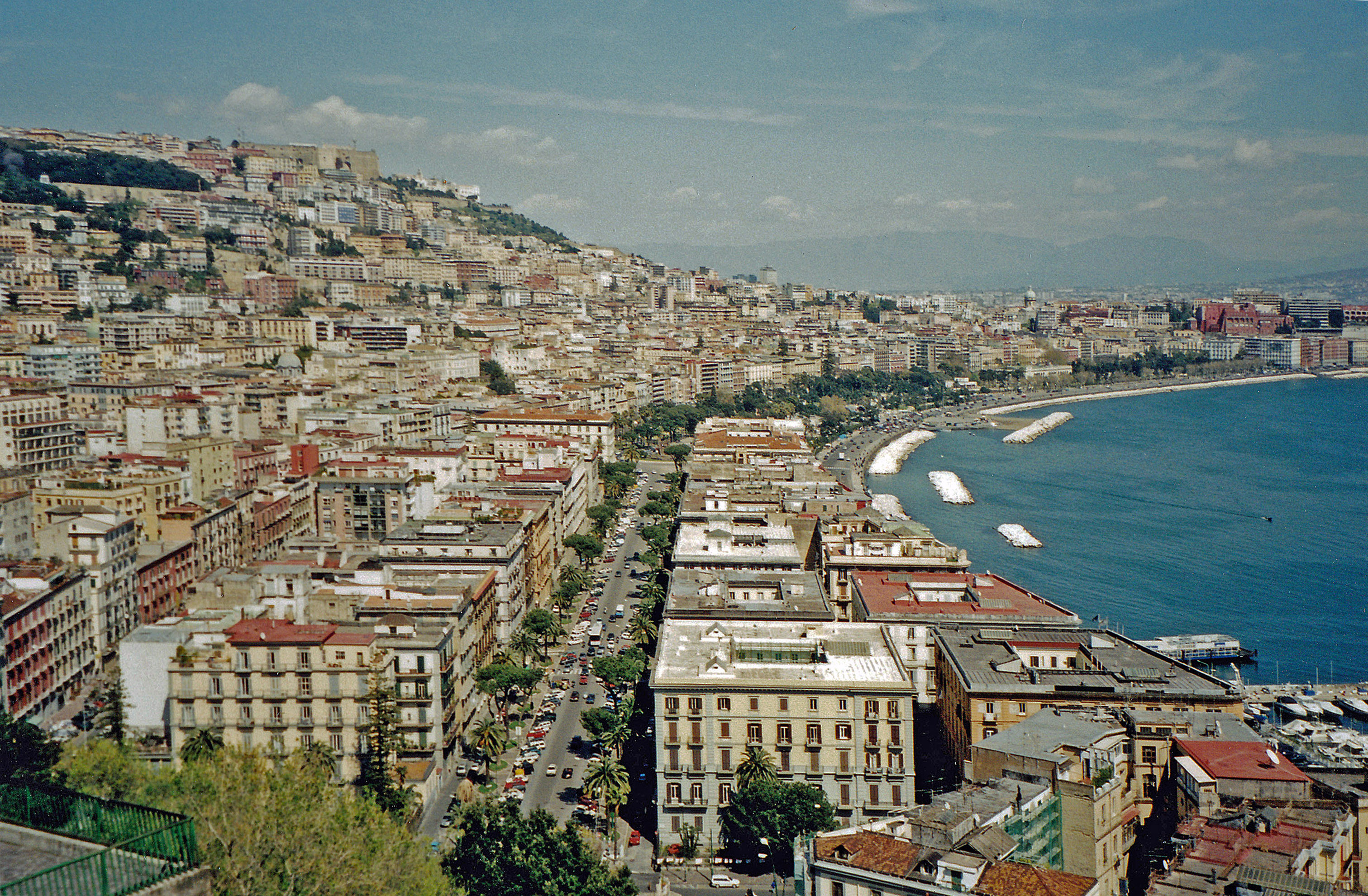
Der Hügel von Posillipo

Posillipo ist der 15. von den 30 Stadtteilen (Quartieri) der süditalienischen Hafenstadt Neapel. Er liegt westlich des historischen Zentrums (Centro Storico) und gehört sozioökonomisch gesehen zu den wohlhabenden Stadtteilen von Neapel.

## Geographie und Demographie
Posillipo ist 5,17 Quadratkilometer groß und hatte im Jahr 2009 23.096 Einwohner.

## Nennenswerte Orte und Gebäude
Der berühmte gleichnamige Hügel Posillipo erstreckt sich innerhalb dieses Stadtteils von Neapel ins Meer hinein.
- Tomba di Jacopo Sannazaro
- Chiesa dell'Addolorata
- Chiesa di Sant'Antonio a Posillipo
- Chiesa di Santa Maria della Consolazione a Villanova
- Chiesa di Santa Maria del Faro
- Chiesa di Santo Strato a Posillipo
- Mausoleo Schilizzi
- Palazzo degli Spiriti
- Tempio della Gaiola

## Sport
Posillipo ist die Heimat des Schwimmsportvereins Circolo Nautico Posillipo, dessen Wasserballmannschaft dreimal die Champions League gewonnen hat.